# Palmacorixa nana
Palmacorixa nana är en insektsart som beskrevs av Walley 1930. Palmacorixa nana ingår i släktet Palmacorixa och familjen buksimmare.

## Underarter
Arten delas in i följande underarter:
- P. n. walleyi
- P. n. nana